# Marcus Iulius Cottius
Marcus Iulius Cottius war ein König der Ligurer und römischer Präfekt über die von ihm beherrschten Völkerschaften am Ende des 1. Jahrhunderts v. Chr.
Cottius war der Sohn des Königs Donnus, der sein in den Alpen gelegenes Königreich noch von Rom unabhängig regierte, während Cottius ein freundschaftliches Verhältnis zu Augustus pflegte, obwohl er diesem anfangs noch Widerstand entgegensetzt hatte. Bereits Vitruv kannte zwischen 30 und 20 v. Chr. das regnum Cottii, das Königreich des Cottius, das auch bei Strabon mehrfach erwähnt wird. Unter seiner Herrschaft wurde die nach ihm benannte via Cottia, eine wichtige Handelsstraße durch die Cottischen Alpen, gebaut. Sie verband Augusta Taurinorum, das heutige Turin, mit Vapincum, dem heutigen Gap, und führte durch das Susatal über den 1850 Meter hoch gelegenen Pass am Matrona Mons. Die Inschrift des im Jahr 9/8 v. Chr. von Cottius zu Ehren des Augustus in Susa, dem antiken Segusio, errichteten Ehrenbogens nennt 14 Völkerschaften, die unter seiner Herrschaft standen. Von ihnen bemerkt Plinius ausdrücklich, dass sie im Gegensatz zu anderen den Römern gegenüber nicht feindlich eingestellt waren und aus diesem Grund auch nicht in der Liste der unterworfenen Völker auf dem Tropaeum Alpium genannt wurden. Die Aussöhnung mit Augustus wird daher im Zusammenhang mit dessen Feldzügen in die Zentralalpen des Jahres 15 v. Chr. gesehen. Sie führten vermutlich zu einem offiziellen foedus zwischen Cottius und Rom, als dessen Ergebnis das Königreich des Cottius um das Jahr 13 v. Chr. in das Römische Reich eingegliedert, Cottius selbst zum praefectus civitatium ernannt wurde und somit eine weitgehende Autonomie wahren konnte.
Cottius erhielt im Range eines eques das römische Bürgerrecht und führte fortan den römischen Namen Marcus Iulius Cottius, wobei das Gentilnomen Iulius von Augustus, das Praenomen Marcus möglicherweise von dem 12 v. Chr. verstorbenen engen Vertrauten des Augustus, Marcus Vipsanius Agrippa, übernommen wurde. Eine Inschrift für Agrippa, die von den Söhnen (?) des Cottius gesetzt wurde, ist aus Segusio bekannt und verdeutlicht seine Beziehung zu Stadt und Königreich des Cottius.
Cottius, der wohl wenigstens zwei Söhne, darunter seinen Nachfolger namens Gaius Iulius Donnus, hatte, wurde in Segusio bestattet und erhielt dort ein Heroon. Seine Stellung als Präfekt scheint erblich gewesen zu sein, und mit seinem gleichnamigen Enkel Marcus Iulius Cottius führte einer seiner Nachfahren auch wieder den Titel rex, der ihm von Claudius verliehen worden war. Als Alpes Cottiae wurde das Herrschaftsgebiet unter Nero zu einer römischen Provinz.